# Pallamano ai Giochi della XXII Olimpiade - Torneo maschile

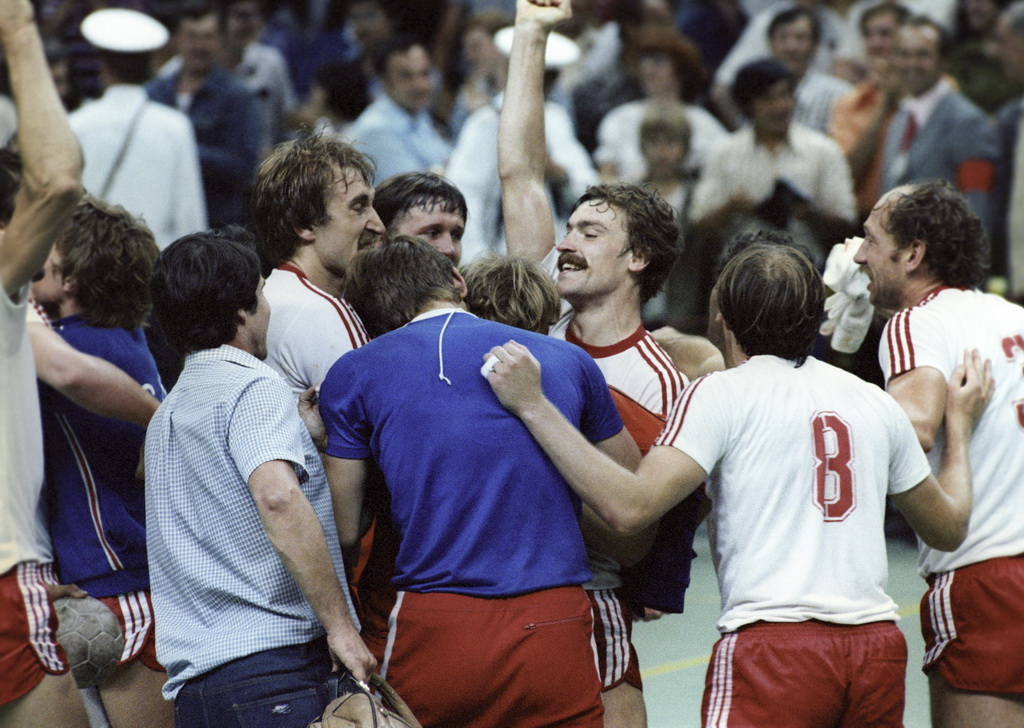
Giocatori della nazionale sovietica al termine della vittoriosa partita contro la Jugoslavia.

Il torneo maschile di pallamano ai Giochi della XXII Olimpiade si è svolto dal 20 al 30 luglio 1980 ed è stato ospitato da due impianti: la Sokol'niki Arena e il Palazzo dello sport Dinamo, entrambi situati a Mosca.
La medaglia d'oro è stata vinta dalla Germania Est, che in finale ha superato l'Unione Sovietica per 23-22 dopo un tempi supplementari. La medaglia di bronzo è andata alla Romania, che nella finale per il terzo posto ha sconfitto l'Ungheria.
La finale mise di fronte le prime classificate nei due gironi, senza nessuna fase a eliminazione diretta. Nel girone A la Germania Est concluse al primo posto, distanziando di un punto l'Ungheria con la quale aveva pareggiato lo scontro diretto. Il girone B fu molto combattuto e vide tre squadre concludere a pari punti, Unione Sovietica, Romania e Jugoslavia, con lo scontro decisivo all'ultima giornata che vide la vittoria dei sovietici sugli jugoslavi. I piazzamenti vennero stabiliti in base alla differenza reti negli scontri diretti, mandando così i sovietici in finale per l'oro e i rumeni in finale per il bronzo. Il torneo venne anche caratterizzato dal ritiro dei campioni mondiale in carica della Germania Ovest, del Giappone e della Tunisia, le cui delegazioni parteciparono al boicottaggio dei Giochi olimpici; al loro posto vennero ammesse Ungheria, Kuwait e Algeria.

## Formato
Le dodici squadre partecipanti sono state inserite in un due gironi da sei squadre ciascuno, e ciascuna squadra affronta tutte le altre del girone per un totale di cinque giornate. La classifica finale dei gironi determinava gli accoppiamenti per le finali per i piazzamenti: le prime classificate si affrontavano per la conquista delle medaglie d'oro e d'argento, mentre le seconde classificate si affrontavano per la conquista della medaglia di bronzo.

## Squadre partecipanti
|                                    | Data                         | Sede              | Posti | Qualificate                                       |
| ---------------------------------- | ---------------------------- | ----------------- | ----- | ------------------------------------------------- |
| Paese organizzatore                |                              |                   | 1     | Unione Sovietica                                  |
| Campionato mondiale 1978           | 26 gennaio - 5 febbraio 1978 | Danimarca         | 6 5   | Germania Est Danimarca Jugoslavia Polonia Romania |
| Campionato mondiale B 1979         | 22 febbraio - 3 marzo 1979   | Spagna            | 2 3   | Spagna Svizzera Ungheria                          |
| Torneo di qualificazione asiatico  | novembre - dicembre 1979     | Vario             | 1     | Kuwait                                            |
| Torneo di qualificazione americano | 6-12 gennaio 1980            | Messico           | 1     | Cuba                                              |
| Campionato africano 1979           | 20-31 luglio 1979            | Congo-Brazzaville | 1     | Algeria                                           |
| Totale                             |                              |                   | 12    |                                                   |

## Fase a gironi

### Girone A

#### Classifica
| Pos. | Squadra      | Pt | G | V | N | P | GF  | GS  | DR  |
| ---- | ------------ | -- | - | - | - | - | --- | --- | --- |
| 1.   | Germania Est | 9  | 5 | 4 | 1 | 0 | 108 | 92  | +16 |
| 2.   | Ungheria     | 8  | 5 | 3 | 2 | 0 | 96  | 88  | +8  |
| 3.   | Spagna       | 5  | 5 | 2 | 1 | 2 | 102 | 106 | -4  |
| 4.   | Polonia      | 5  | 5 | 2 | 1 | 2 | 123 | 97  | -26 |
| 5.   | Danimarca    | 2  | 5 | 1 | 0 | 4 | 96  | 104 | -8  |
| 6.   | Cuba         | 1  | 5 | 0 | 1 | 4 | 103 | 141 | -38 |

#### Risultati
| Mosca 20 luglio 1980, ore 17:00 | Danimarca | 30 – 18 (18-8) | Cuba | Sokol'niki Arena |

| Mosca 20 luglio 1980, ore 18:30 | Ungheria | 20 – 20 (11-7) | Polonia | Sokol'niki Arena |

| Mosca 20 luglio 1980, ore 20:00 | Germania Est | 21 – 17 (6-9) | Spagna | Sokol'niki Arena |

| Mosca 22 luglio 1980, ore 17:00 | Polonia | 34 – 19 (14-10) | Cuba | Palazzo dello sport Dinamo |

| Mosca 22 luglio 1980, ore 18:30 | Spagna | 20 – 19 (7-7) | Danimarca | Palazzo dello sport Dinamo |

| Mosca 22 luglio 1980, ore 20:00 | Germania Est | 14 – 14 (9-7) | Ungheria | Palazzo dello sport Dinamo |

| Mosca 24 luglio 1980, ore 17:00 | Ungheria | 20 – 17 (10-8) | Spagna | Sokol'niki Arena |

| Mosca 24 luglio 1980, ore 18:30 | Polonia | 26 – 12 (9-5) | Danimarca | Sokol'niki Arena |

| Mosca 24 luglio 1980, ore 20:00 | Germania Est | 27 – 20 (13-10) | Cuba | Sokol'niki Arena |

| Mosca 26 luglio 1980, ore 17:00 | Spagna | 24 – 24 (9-13) | Cuba | Palazzo dello sport Dinamo |

| Mosca 26 luglio 1980, ore 18:30 | Ungheria | 16 – 15 (8-6) | Danimarca | Palazzo dello sport Dinamo |

| Mosca 26 luglio 1980, ore 20:00 | Germania Est | 22 – 21 (11-9) | Polonia | Palazzo dello sport Dinamo |

| Mosca 28 luglio 1980, ore 17:00 | Ungheria | 26 – 22 (14-11) | Cuba | Sokol'niki Arena |

| Mosca 28 luglio 1980, ore 18:30 | Spagna | 24 – 22 (11-13) | Polonia | Sokol'niki Arena |

| Mosca 28 luglio 1980, ore 20:00 | Germania Est | 24 – 20 (13-9) | Danimarca | Sokol'niki Arena |

### Girone B

#### Classifica
| Pos. | Squadra          | Pt | G | V | N | P | GF  | GS  | DR   |
| ---- | ---------------- | -- | - | - | - | - | --- | --- | ---- |
| 1.   | Unione Sovietica | 8  | 5 | 4 | 0 | 1 | 134 | 75  | +59  |
| 2.   | Romania          | 8  | 5 | 4 | 0 | 1 | 119 | 88  | +31  |
| 3.   | Jugoslavia       | 8  | 5 | 4 | 0 | 1 | 132 | 92  | +40  |
| 4.   | Svizzera         | 4  | 5 | 2 | 0 | 3 | 110 | 98  | +12  |
| 5.   | Algeria          | 2  | 5 | 1 | 0 | 4 | 94  | 124 | -30  |
| 6.   | Kuwait           | 0  | 5 | 0 | 0 | 5 | 64  | 176 | -112 |

#### Risultati
| Mosca 20 luglio 1980, ore 17:00 | Jugoslavia | 22 – 18 (12-10) | Algeria | Palazzo dello sport Dinamo |

| Mosca 20 luglio 1980, ore 18:30 | Romania | 32 – 12 (18-3) | Kuwait | Palazzo dello sport Dinamo |

| Mosca 20 luglio 1980, ore 20:00 | Unione Sovietica | 22 – 15 (13-8) | Svizzera | Palazzo dello sport Dinamo |

| Mosca 22 luglio 1980, ore 17:00 | Romania | 26 – 18 (14-7) | Algeria | Sokol'niki Arena |

| Mosca 22 luglio 1980, ore 18:30 | Unione Sovietica | 38 – 11 (22-5) | Kuwait | Sokol'niki Arena |

| Mosca 22 luglio 1980, ore 20:00 | Jugoslavia | 26 – 21 (12-8) | Svizzera | Sokol'niki Arena |

| Mosca 24 luglio 1980, ore 17:00 | Svizzera | 32 – 14 (14-6) | Kuwait | Palazzo dello sport Dinamo |

| Mosca 24 luglio 1980, ore 18:30 | Unione Sovietica | 33 – 10 (16-3) | Algeria | Palazzo dello sport Dinamo |

| Mosca 24 luglio 1980, ore 20:00 | Jugoslavia | 23 – 21 (12-9) | Romania | Palazzo dello sport Dinamo |

| Mosca 26 luglio 1980, ore 17:00 | Svizzera | 26 – 18 (11-7) | Algeria | Sokol'niki Arena |

| Mosca 26 luglio 1980, ore 18:30 | Jugoslavia | 44 – 10 (24-5) | Kuwait | Sokol'niki Arena |

| Mosca 26 luglio 1980, ore 20:00 | Romania | 22 – 19 (9-15) | Unione Sovietica | Sokol'niki Arena |

| Mosca 28 luglio 1980, ore 17:00 | Algeria | 30 – 19 (11-14) | Kuwait | Palazzo dello sport Dinamo |

| Mosca 28 luglio 1980, ore 18:30 | Romania | 18 – 16 (9-6) | Svizzera | Palazzo dello sport Dinamo |

| Mosca 28 luglio 1980, ore 20:00 | Unione Sovietica | 22 – 17 (12-9) | Jugoslavia | Palazzo dello sport Dinamo |

## Finali

### Finale 11º posto
| Mosca 30 luglio 1980, ore 11:00 | Cuba | 32 – 24 (16-13) | Kuwait | Palazzo dello sport Dinamo |

### Finale 9º posto
| Mosca 30 luglio 1980, ore 12:30 | Danimarca | 28 – 20 (15-9) | Algeria | Sokol'niki Arena |

### Finale 7º posto
| Mosca 30 luglio 1980, ore 13:00 | Polonia | 23 – 22 (11-10) | Svizzera | Palazzo dello sport Dinamo |

### Finale 5º posto
| Mosca 30 luglio 1980, ore 14:00 | Spagna | 24 – 23 (12-7) | Jugoslavia | Sokol'niki Arena |

### Finale 3º posto
| Mosca 30 luglio 1980, ore 14:45 | Romania | 20 – 18 (11-7) | Ungheria | Palazzo dello sport Dinamo |

### Finale
| Mosca 30 luglio 1980, ore 18:30 | Germania Est | 23 – 22 (d.t.s.) (10-10; 20-20) | Unione Sovietica | Sokol'niki Arena |

## Classifica finale
| Pos | Squadre          |
| --- | ---------------- |
|     | Germania Est     |
|     | Unione Sovietica |
|     | Romania          |
| 4   | Ungheria         |
| 5   | Spagna           |
| 6   | Jugoslavia       |
| 7   | Polonia          |
| 8   | Svizzera         |
| 9   | Danimarca        |
| 10  | Algeria          |
| 11  | Cuba             |
| 12  | Kuwait           |

## Statistiche

### Classifica marcatori
Fonte: report ufficiale.
| Pos. | Nome                | Nazionale        | Reti |
| ---- | ------------------- | ---------------- | ---- |
| 1    | Jerzy Klempel       | Polonia          | 44   |
| 2    | Ernst Züllig        | Svizzera         | 40   |
| 3    | Vasile Stîngă       | Romania          | 36   |
| 4    | Jesús Agramonte     | Cuba             | 34   |
| 5    | Pavle Jurina        | Jugoslavia       | 33   |
| 5    | Frank-Michael Wahl  | Germania Est     | 33   |
| 5    | Ahcene Djeffal      | Algeria          | 33   |
| 8    | Zsolt Kontra        | Ungheria         | 30   |
| 8    | Juan Prendes        | Cuba             | 30   |
| 10   | Aleksandr Anpilogov | Unione Sovietica | 29   |